# شیلا براملی
شیلا براملی (انگلیسی: Sheila Bromley; زاده ۳۱ اکتبر ۱۹۱۱ – درگذشته ۲۳ ژوئیهٔ ۲۰۰۳) یک هنرپیشه اهل ایالات متحده آمریکا بود. وی بین سال‌های ۱۹۳۰ تا ۱۹۷۵ میلادی فعالیت می‌کرد. او بیشتر به خاطر نقش‌هایش در فیلم‌های وسترن‌های آن دوران، شناخته می‌شود.

## گزیده فیلمشناسی
از فیلم‌ها یا برنامه‌های تلویزیونی که وی در آن نقش داشته‌است می‌توان به آثار زیر اشاره کرد.
- بابا لنگ‌دراز (فیلم ۱۹۳۱) (۱۹۳۱)
- یک ساعت با تو (۱۹۳۲)
- بانو و آقا (۱۹۳۲)
- چرندیات (۱۹۳۲)
- کوسه ببری (فیلم) (۱۹۳۲)
- کارناوال (فیلم ۱۹۳۵) (۱۹۳۵)
- ویکتور هوگو هالپرین (۱۹۳۹)
- زمانی برای کشتن (فیلم ۱۹۴۲) (۱۹۴۲)
- ستاره‌ای متولد شده‌است (فیلم ۱۹۵۴) (۱۹۵۴)
- قصر یخی (فیلم ۱۹۶۰) (۱۹۶۰)
- محاکمه در نورنبرگ (۱۹۶۱)
- هتل (فیلم ۱۹۶۷) (۱۹۶۷)